# Heiner Wedemeyer
Heiner Wedemeyer (* 1967) ist ein deutscher Internist und Hochschullehrer.

## Leben
Nach Abitur und Zivildienst studierte Wedemeyer von 1988 bis 1996 Medizin und Musikwissenschaft an der Georg-August-Universität Göttingen. Das Medizinstudium schloss er mit einer von Detlev Schild betreuten Dissertation ab. Die Facharztausbildung absolvierte er an der Klinik für Gastroenterologie, Hepatologie und Endokrinologie an der Medizinischen Hochschule Hannover (MHH), wo er sich 2004 mit einer Arbeit über die Immunpathogenese der Hepatitis-C-Infektion habilitierte und 2009 eine außerplanmäßige Professur antrat. Von 2018 bis 2020 war Wedemeyer Professor für Gastroenterologie, Hepatologie und Endokrinologie an der Universität Duisburg-Essen. 2020 kehrte er an die MHH zurück, wo er neben der Professur die Klinik für Gastroenterologie, Hepatologie und Endokrinologie leitet. 
Wedemeyers Forschungsschwerpunkt sind infektiöse Erkrankungen der Leber, insbesondere die verschiedenen Formen der Hepatitis. Er ist Mitherausgeber der Zeitschriften Hepatology und Gastroenterology. 2023 wurde er für zwei Jahre zum Präsidenten der DGVS gewählt.

## Auszeichnungen (Auswahl)
- 2002 Hans Popper Award der IASL
- 2008 Präventionspreis der DGIM
- 2011 Rudolf-Schoen-Preis der DGRh
- 2011 Innovationspreis der deutschen Hochschulmedizin

## Publikationen (Auswahl)
- mit Michael P. Manns: Handbuch Hepatitis C: Diagnostik, Verlauf, Therapie, UNI-MED Verlag, Bremen 2003, ISBN 3-89599-612-2.
- Immunpathogenese der Hepatitis-C Virusinfektion. Bedeutung von virusspezifischen T-Zellantworten, dendritischen Zellen und heterologer Immunität, Hannover 2004.
- mit Hans L. Tilmann, Guido Gerken u. a.: Handbuch Hepatitis B: Diagnostik, Verlauf, Therapie, UNI-MED Verlag, Bremen 2007, ISBN 978-3-89599-378-7.
- mit Helmut Messmann: Klinische Gastroenterologie, 2. vollständig überarbeitete Auflage, Thieme, Stuttgart 2020, ISBN 978-3-13-147252-6.
- Das Leber-Buch. Wie halte ich meine Leber gesund? Neue Therapien und Stand der Forschung. Die Leber von A bis Z, vierte aktualisierte und erweiterte Auflage, Humboldt, Hannover 2021, ISBN 978-3-8426-3043-7.